# Sonido Filadelfia

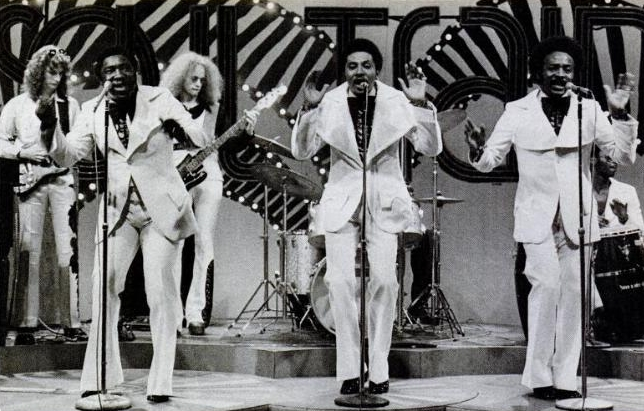
Fotografía de los O'Jays actuando en el programa de televisión Soul Train en 1974.

Sonido Filadelfia, también llamado en inglés Philadelphia sound, Philly sound, Philadelphia soul o Sweet Philly es un tipo de música soul con gran influencia funk y que de algún modo fue precursora de la música disco. Se caracterizaba por sus exuberantes arreglos orquestales, así como por sus cuerdas y su punzante sección de viento.

## Origen y primeros momentos
Se puede considerar que el disco que anunció el futuro nacimiento del sonido philly fue la B.S.O. que Isaac Hayes creó para la famosa película de blaxploitation Shaft. Hayes, continuador del soul de Memphis, fue el gran precursor del sonido philadelphia al crear con ese disco el concepto de soul sinfónico, y fue el responsable de volver a darle al soul una cierta relevancia tras haber pasado un tiempo en el olvido. También Barry White, sobre todo con su disco Love´s theme (Love Unlimited Orchestra), sirvió para marcar las pautas que el nuevo soul habría de seguir.
Sin embargo, se puede decir que el Sonido Philadelphia nace el mismo día en que se crea una compañía discográfica a la que permanece unido toda su historia y que resulta fundamental en su desarrollo: Philadelphia International Records (PIR), fundada en 1971 por Kenny Gamble y Leon Huff, dos productores con amplia experiencia en el mundo musical. Aparte de sus fichajes en el terreno de los productores, lo primero que hicieron tras la creación de la compañía fue montar una orquesta que iba a servir de soporte a la mayoría de las grabaciones del sello. Esta fue MFSB, la formación que grabó en 1973 "T.S.O.P.", siglas de "The sound of Philadelphia". Esta melodía instrumental sería la encargada de popularizar el particular sonido del sello con un enorme éxito en todo el mundo y aún hoy es utilizada sin descanso en anuncios de televisión, cabeceras de programas de radio, etc.

## Auge y caída
Los cinco años siguientes consistieron en una sucesión de éxitos para la compañía, pero todo acabó abruptamente en cuanto alcanzaron proyección los artistas orientados a la música disco, fusión natural del soul y el pop que creció amparada en el fenómeno de las discotecas. También influyeron en la caída de la compañía los turbios manejos que Kenny Gamble comenzó a utilizar para promocionar los discos de PIR, payolas generalizadas a DJs radiofónicos que causaron el efecto contrario al deseado al ser denunciados y hechos públicos. Gamble se ganó una multa, pero PIR se quedó sin la distribución de Columbia, lo que supuso, a corto plazo, su cierre, y con él, el declive y la desaparición del sonido philadelphia.

## Características
Además de lo ya dicho respecto a las cuerdas y la sección de viento, el sonido philadelphia se caracterizaba, frente al Motown propio de Detroit, por restar importancia al artista principal como único responsable de un álbum para en cambio otorgar una mayor relevancia a escritores, arreglistas, productores, músicos y solistas como un todo. 
Sin evidentemente dejar de ser Soul y adelantando lo que sería la música Disco, el Philly Soul incluía una gran riqueza instrumental, posible entonces tras los avances en las posibilidades técnicas de grabación de la época y las increíbles manos y oídos del técnico de sonido Joe Tarsia. Así, en unas cuidadas producciones perfectamente dirigidas, incluían unas inmensas secciones de cuerdas y vientos, fuertes secciones rítmicas, numerosos arreglos vocales y teclados, logrando como resultado un sonido sofisticado pero que siempre daba la sensación de estar escuchando una música profundamente emocional, viva y optimista.

## Artistas destacados
- The Delfonics
- Daryl Hall & John Oates
- The Intruders
- Patti LaBelle
- Harold Melvin & the Blue Notes
- MFSB
- The O'Jays
- Billy Paul
- Teddy Pendergrass
- The Spinners
- The Stylistics
- The Three Degrees
- Jean Carne
- The Ebonys
- The Trammps
- The Persuadoers
- Major Harris
- Bunny Sigler
- The Futures
- Lou Rawls
- Dee Dee Sharp
- The Jones Girls
- The Intruders
- People´s Choice
- The Tymes
- The Whispers
- McFadden & Whitehead
- Soul Survivors
- Archie Bell & The Drells
- The Jacksons

- Datos: Q1546028